# Quilombo Riacho das Pedras
O Riacho das Pedras foi uma comunidade quilombola tradicional da cidade brasileira de Rio de Contas, localizada ao sul da Chapada Diamantina, região central do estado da Bahia, inundada pela construção do açude Brumado.
Com a perda das terras onde por séculos ocupavam, seus moradores se dispersaram para as cidades vizinhas e da região, ou para as comunidades quilombolas de Barra e Bananal, também elas afetadas pelas águas da barragem que alagaram suas terras cultiváveis. A construção da barragem, em 1983, atingiu em cheio Riacho das Pedras. Na região os chamados "arraiais dos pretos" possuíam raízes, costumes e identidades distintas umas das outras, mas passaram a ser tratadas como uma só.
Na época da conclusão da represa as indenizações só atenderam aos que apresentaram título da terra, e atenderam somente às benfeitorias existentes (casas, engenhos, currais, etc), sem ressarcir o imóvel propriamente dito. Após negociações, o DNOCS admitiu estender as reparações, que entretanto não haviam ocorrido até 2006.

## Histórico, contexto e diáspora
Enquanto o Brasil vivenciava o período final da ditadura militar de 1964, a decisão de construção da barragem ocorreu sem qualquer consulta aos moradores, e veio como uma imposição que contava com o aparato de repressão contra qualquer tipo de oposição. Assim, as decisões eram meramente arbitrárias e verticais. No depoimento de um dos moradores:"Acreditava-se no governo e o governo foi o primeiro a liquidar o povo, a liquidar um povo sem satisfação nenhuma, a única satisfação que algumas pessoas diziam era: vocês têm que sair, senão, vocês vão virar comida de peixe".
Com a dispersão forçada das famílias, e sem recursos para se realocarem, algumas famílias mudaram-se para o povoado de Barro Branco, mas com a seca do riacho que ali existe, muitos foram novamente obrigados a se deslocar. Outros se mudaram para Barra do Brumado ou para o quilombo do Bananal que, apesar de ocuparem locais próximos e culturas similares, não configuram a mesma comunidade; grande parte foi objeto de assentamento no chamado "bairro do Pirulito", na sede de Rio de Contas: lugar afastado meio quilômetro do centro histórico e branco do lugar onde continuaram a sofrer preconceito.

## Reconhecimento tardio
No final de 1999 os moradores remanescentes das três comunidades obtiveram o título de domínio de seu território, expedido pelo Instituto de Terras da Bahia e pela Fundação Cultural Palmares, reconhecendo a titularidade sobre as terras que ocupavam. O próprio DNOCS reconhecera em relatório, naquele ano, sobre sua dívida para com os quilombolas de Rio de Contas, chegando nele a registrar: "Privados de suas terras, sem recursos financeiros e assistência, os quilombos negros de Barra, Bananal e Riacho das Pedras dificilmente serão mantidos."
Foram a quinta comunidade quilombola, dentre as 724 então identificadas no país, a receber pela Fundação Cultural Palmares (e o Instituto de Terras da Bahia) o título definitivo de propriedade das terras que tradicionalmente ocupavam, em 23 de novembro de 1999. Tiveram, então, atestados 1 339 hectares, para as setenta e quatro famílias que ali viviam.
O título das terras, atribuído à coletividade e com cláusula que proíbe a venda das mesmas, foi entregue numa solenidade com a presença do então governador do estado, César Borges, e ocorreu em nome da Associação de Desenvolvimento Rural de Barra do Brumado. Riacho das Pedras era uma das vinte e nove comunidades oficialmente reconhecidas como remanescentes de quilombos no Brasil, à época.
Já os antigos moradores do Riacho das Pedras continuavam, até 2016, sem receber as indenizações que lhes eram devidas.

## Sobrevivência identitária
Apesar de dispersos, os descendentes vêm aos poucos conquistando sua identidade. Algumas manifestações culturais ancestrais ainda resistem no Barro Branco, enquanto a história do alagamento de sua comunidade segue esquecida na cidade, onde as comunidades de Barra e Bananal são tratadas muitas vezes como algo "exótico" e turístico.